# An-Nadżaf
An-Nadżaf  dawniej Nedżef – miasto w środkowym Iraku, w pobliżu rzeki Eufrat, 144 km na południe od Bagdadu, zamieszkany przez ok. 0,5 mln mieszkańców.
Meczet z grobem zmarłego w 661 roku kalifa Alego Ibn Abi Taliba, kuzyna i zięcia Mahometa, jest ośrodkiem kultu religijnego i celem pielgrzymek szyitów. Przez dłuższy czas miejsce pochówku Alego jego współwyznawcy utrzymywali w tajemnicy w obawie przed zbezczeszczeniem go przez Umajjadów. Grób odkryty został przypadkowo przez kalifa Haruna ar-Raszida, który zbudował w 791 roku pierwszy meczet nad grobem Alego i założył An-Nadżaf. Sam grobowiec Alego powstał w 977 roku. Dwukrotnie ulegał zniszczeniu, po raz pierwszy po pożarze w 1086 roku, następnie około roku 1500. W obu przypadkach był odbudowywany. W mieście leży też największy islamski cmentarz, liczący około dwóch milionów grobów.
W latach 1964–1978 w An-Nadżafie żył ajatollah Ruhollah Chomejni, który po rewolucji islamskiej został przywódcą Iranu. W marcu 1991 roku, po wojnie w Zatoce Perskiej, w An-Nadżafie i Karbali wybuchło krwawo stłumione powstanie szyitów.
W mieście znajdują się zakłady przemysłu włókienniczego i spożywczego. Jest ono także ośrodkiem handlu i rzemiosła oraz węzłem komunikacji drogowej.

## Miasta partnerskie
Miastem partnerskim An-Nadżaf jest Minneapolis.